# La Gasconilla
La Gasconilla fue una aldea de la Comunidad de Teruel, en el actual término municipal de Teruel. Hoy está despoblada.

## Geografía
La Gasconiella era una aldea desaparecida en la frontera entre con los términos de Teruel y La Puebla de Valverde.

## Historia
Un texto del 29 de mayo de 1465 escrito en aragonés informa sobre las fronteras entre La Puebla de Valverde y La Gasconilla. Entre 1950 y 1970 todavía había dos masías habitadas en la zona, que entonces se conocía como Las Gasconillas.